# 캘리포니아 미라마르 대학교
캘리포니아 미라마르 대학교(California Miramar University, CMU) 는 미국의 영리대학이다. 과거에는 퍼시픽 웨스턴 대학교(Pacific Western University, PWU)라는 이름의 비인가 대학이었고, 2005년에 새로 이름을 바꾸고 미국의 학위인증기관인 ACICS의 인증을 받아 인가 대학이 되었다. 이 기관의 인증기관 지위가 2016년 12월 박탈되면서 새로 학력인증을 받기 위한 유예기간을 부여받았다. 이후 Distance Education Accrediting Commission의 인가를 받았다.

## 유명 학교 동문

### 비인가 대학 시절 동문
- 최순실
- 성완종

## 같이 보기
- 캘리포니아주의 대학 목록